# Leapmotor C16
Leapmotor C16 — полноразмерный электромобиль-внедорожник и подзаряжаемый гибрид, производимый и продаваемый в Китае компанией Leapmotor с 2024 года.

## Описание

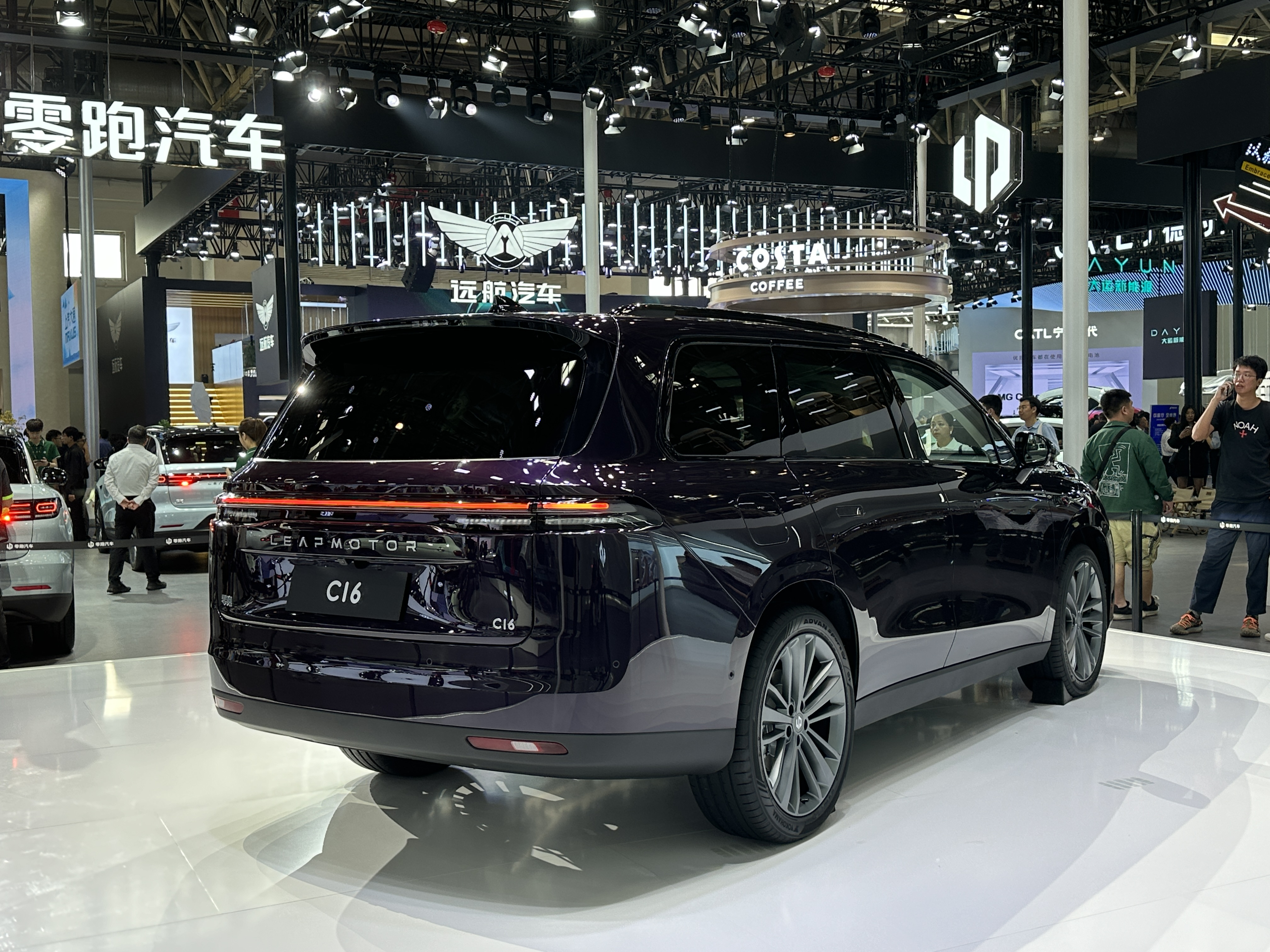
Вид сзади

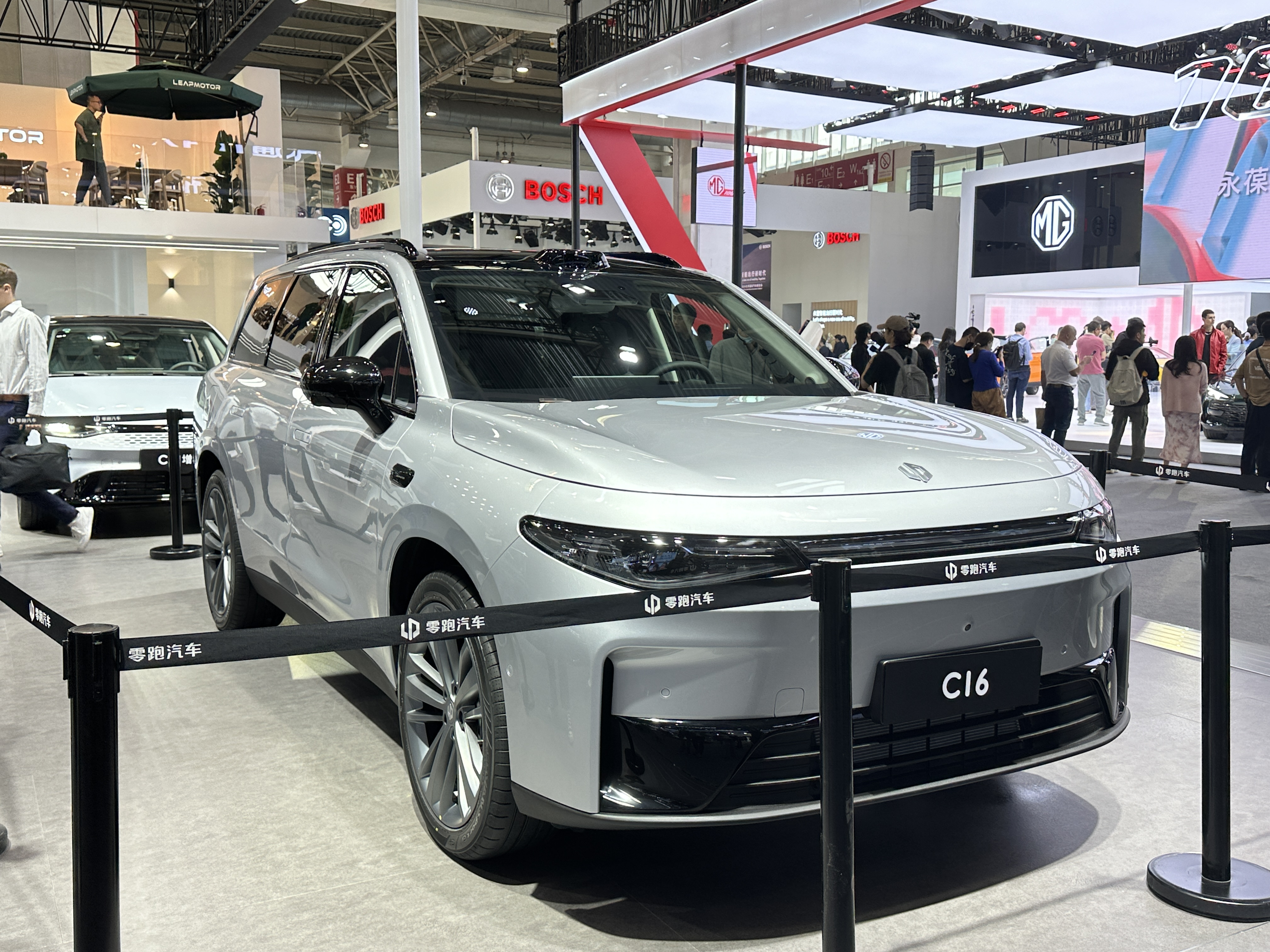
Leapmotor C16 на Пекинском международном автосалоне

В апреле 2024 года на Пекинском международном автосалоне состоялась премьера внедорожника Leapmotor C16, представляющего собой увеличенную модификацию представленного годом ранее Leapmotor C10. В отличие от C10, C16 получил увеличенную колёсную базу, удлинённый кузов и заднюю часть более правильной формы.
Салон выполнен в минималистской эстетике с преобладающими яркими отделочными материалами. На центральной консоли расположен 14,6-дюймовый сенсорный экран мультимедийной системы. Дисплей с цифровыми часами расположен перед водителем, а для пассажиров заднего ряда сидений предусмотрен откидной экран с диагональю 15,6 дюйма. Аудиосистема содержит 21 динамик.

### Продажи
Продажи Leapmotor C16 начались в апреле 2024 года. За первые дни было продано порядка 12000 автомобилей.

### Технические характеристики
C16 выпускается в виде гибридного автомобиля или электромобиля. Электромобиль оснащён электродвигателем мощностью 288 л. с., питающимся от аккумулятора ёмкостью 67 кВт·ч, что обеспечивает запас хода до 520 км по циклу CLTC. Гибридный же автомобиль оснащён 1,5-литровым бензиновым двигателем мощностью 94 л. с. и электродвигателем мощностью 228 л. с., что обеспечивает запас зода до 230 км в чисто электрическом режиме.